# Jeppesen Sanderson
Jeppesen Sanderson, Inc. is een bedrijf gevestigd in Colorado, Verenigde Staten, dat zich specialiseert in het maken van gedrukte en elektronische navigatiekaarten en logistieke informatiesystemen voor de luchtvaart-, marine- en spoorsector. Het werd in 1934 opgericht door E.B. Jeppesen. Het bedrijf is nu eigendom van Boeing, 's werelds grootste luchtvaartbedrijf.